# Islombek Pirmanov
Islombek Pirmanov (Distrito del Amu Daria, 23 de febrero de 1995) es un deportista uzbeko que compitió en boxeo. fue galardonado con el Premio Estatal Orden de Shon Sharaf en 2022.
Ganó seis medallas en el Campeonato de Boxeo Amateur de Asia Central en 2008-2013 y cuatro medallas de oro en el Campeonato de Boxeo Amateur de Asia Central en 2013 y 2016.

## Carrera como profesional
En febrero de 2021, actuó como el actual campeón del cinturón profesional del WBC en Taskent, pero ganó los cinturones del WBC después de derrotar a Asror Sotvordiev de Kazajistán en los cuartos de final.
En su segunda pelea contra Khumoyun Rustamov (24-2, 23 KOs) de Taskent, de 25 años, el 14 de mayo de 2021, Pirmanov ganó el cinturón Intercontinental de la AMB con un nocaut en el segundo asalto.
El 31 de mayo de 2021, Pirmanov ingresó al ring contra Rauf Agayev de Azerbaiyán por el cinturón internacional vacante del Consejo Mundial de Boxeo (WBC), Pirmanov derrotó a su oponente por nocaut técnico.
El 15 de octubre de 2021, en la pelea contra Alexander Saltykov, ganará por TKO.
En 2022, Islambek ganó la pelea contra Turat Osmanov para defender el cinturón WBC.